# SOS (singel Rihanny)
SOS (pl. Pomocy) – pierwszy singel wokalistki R&B Rihanny z jej drugiego studyjnego albumu A Girl Like Me (2006) napisany przez: Evan „Kidd” Bogart i Jonathan Rotem. Utwór jest coverem hitu „Tainted Love” zespołu Soft Cell. Piosenka została wydana w roku 2006, dwa miesiące po nieoficjalnym ukazaniu się singla „Let Me” w Japonii. Singel zajął miejsce #1 na amerykańskiej liście przebojów Billboard Hot 100 i znalazł się w pierwszej piątce notowań w takich krajach jak: Kanada, Niemcy oraz Wielka Brytania.

## Informacje o singlu
Piosenka została napisana przez Jonathana Rotema oraz Evana „Kidd” Bogarta. Ten ostatni to syn założyciela wytwórni Casablanca Records Neila Bogarta. Z początku utwór miała wykonywać gwiazda R&B, Christina Milian, jednak dyrektor generalny złożył propozycję wykonania piosenki „SOS” Rihannie.
„SOS” jest coverem piosenki „Tainted Love”, napisanej przez Eda Cobba w 1964 r. dla Glorii Jones, spopularyzowanej później przez cover Soft Cell z 1981 r. Mimo iż tekst piosenki „SOS” repertuaru Rihanny jest inny, niektóre wersy piosenki są identyczne jak z oryginalnej wersji utworu, np. „I toss and turn, I can’t sleep at night”.

## Teledysk
Piosenka posiada dwa teledyski. Jeden z nich jest nagrany promocyjnie dla firmy Nike; przedstawia on Rihannę tańczącą w klubie nocnym. Druga, oficjalna wersja, miała premierę w telewizji MTV podczas programu TRL w dniu 23 marca 2006. Oficjalny wideoklip był reżyserowany przez Chrisa Applebauma. Teledysk przedstawia artystkę, która mówi do swojego chłopaka o problemach w ich związku. W wideoklipie widać również Rihannę wykonującą taniec brzucha oraz korzystającą ze swojego oficjalnego telefonu Nokia 3250. Teledysk znalazł się na miejscu #1 listy przebojów programu TRL dnia 14 kwietnia 2006.

## Formaty i listy utworów singla
| Lp.                          | Tytuł                                | Czas |
| ---------------------------- | ------------------------------------ | ---- |
| Kanadyjski/US CD Maxi-Singel |                                      |      |
| 1.                           | „SOS” (Radio Edit)                   | 4:01 |
| 2.                           | „SOS” (Nevin’s Electrotek Club Mix)  | 7:08 |
| 3.                           | „Break It Off” (featuring Sean Paul) | 3:34 |
| X.                           | „SOS” (Video)                        |      |
| UK CD Singel                 |                                      |      |
| 1.                           | „SOS” (Radio Edit)                   | 4:01 |
| 2.                           | „SOS” (Nevin’s Glam Club Mix)        | 7:43 |

| Lp.                               | Tytuł                                | Czas |
| --------------------------------- | ------------------------------------ | ---- |
| iTunes Version                    |                                      |      |
| 1.                                | „SOS” (Album Version)                | 4:00 |
| 2.                                | „SOS” (Instrumental)                 | 4:00 |
| 3.                                | „Break It Off” (featuring Sean Paul) | 3:34 |
| 4.                                | „Let Me”                             | 3:55 |
| Europejski/Australijski CD Singel |                                      |      |
| 1.                                | „SOS” (Album Version)                | 4:00 |
| 2.                                | „Let Me”                             | 3:55 |

## Pozycje na listach
| Listy (2006)                                  | Najwyższa pozycja |
| --------------------------------------------- | ----------------- |
| Australia (ARIA)                              | 1                 |
| Austria (Ö3 Austria Top 40)                   | 4                 |
| Belgia (Ultratop Flandria)                    | 2                 |
| Belgia (Ultratop Walonia)                     | 5                 |
| Czechy (IFPI)                                 | 13                |
| Dania (Tracklisten)                           | 10                |
| European Hot 100 Singles                      | 1                 |
| Finlandia (Suomen virallinen lista)           | 3                 |
| Francja (SNEP)                                | 12                |
| Holandia (Dutch Top 40)                       | 6                 |
| Irlandia (IRMA)                               | 3                 |
| Kanada (Canadian Hot 100)                     | 1                 |
| Niemcy (Media Control Charts)                 | 2                 |
| Norwegia (VG-lista)                           | 3                 |
| Nowa Zelandia (RIANZ)                         | 3                 |
| Słowacja (IFPI)                               | 54                |
| Stany Zjednoczone (Billboard Hot 100)         | 1                 |
| Świat (MuchMusic Top 30)                      | 1                 |
| Szwecja (Sverigetopplistan)                   | 12                |
| Szwajcaria (Media Control AG)                 | 3                 |
| Węgry (Rádiós Top 40)                         | 2                 |
| Węgry (Dance Top 40)                          | 6                 |
| Wielka Brytania (The Official Charts Company) | 2                 |
| Włochy (FIMI)                                 | 7                 |

## Końcowo-roczne i statusy
| Notowanie                             | Pozycja | Status  |
| ------------------------------------- | ------- | ------- |
| Australia (ARIA)                      | 13      | Platyna |
| Brazylia (Brasil Billboard Hot 100)   | –       | Platyna |
| Stany Zjednoczone (Billboard Hot 100) | –       | Platyna |